# Force Gurkha

Force Gurkha

Der Force Gurkha ist ein kompaktes SUV des indischen Herstellers Force Motors. Der ursprüngliche und der Gurkha der zweiten Generation haben zwei Türen und wahlweise ein abnehmbares Hardtop oder Softtop. Zur Standardausstattung gehören Differenzialsperren für die Vorder- und Hinterachse, ein Schnorchel, der das Fahren durch 700 mm tiefes Wasser ermöglicht, und ein Verteilergetriebe mit niedrigen Übersetzungsverhältnissen.
Der Gurkha war im Volksmund als „Desi G-Wagen“ bekannt. Diesen Spitznamen erhielt er wegen seiner auffallenden Ähnlichkeit mit der G-Klasse von Mercedes-Benz.

## Geschichte

### Erste Serie (2008–2013)
Die erste Serie des Gurkhas hat einen 2,6-Liter-Dieselmotor mit Ladeluftkühlung der Baureihe Mercedes-Benz OM 616.

### Zweite Serie (2013–2017)
In der zweiten Serie des Gurkhas ist es ein 2,6-Liter-Vierzylinder-Dieselmotor mit Turboaufladung und Ladeluftkühlung. Er erfüllt die Abgasnorm Bharat Stage III (BS3). Seine Nennleistung beträgt 60 kW (82 PS) bei 3200/min; das maximale Drehmoment ist mit 230 Nm zwischen 1800 und 2000/min angegeben. Der Zylinderkopf ist ein DOHC-Kopf mit 16 Ventilen; anders als der OM 616 hat der Motor eine Direkteinspritzung. Der Kraftstoffverbrauch auf der Autobahn beträgt etwa 6,7 l/100 km und im Stadtverkehr etwa 9,5 l/100 km.
Vom Motor wird das Antriebsmoment über ein Fünfganggetriebe übertragen, dessen Endübersetzung eine Fahrgeschwindigkeit im Bereich von 130 bis 140 km/h ermöglicht. Die Beschleunigung von 0 auf 100 km/h dauert 17 s.

### Dritte Serie (2017–2021)
Die dritte Serie des Gurkha ist in drei verschiedenen Varianten erhältlich: Xplorer (Dreitürer und Fünftürer), Xpedition (Fünftürer) und der Xtreme (Dreitürer). Die Baureihe hat einen BS-IV-konformen Motor und zahlreichen technische Änderungen. Der Geländewagen kann sowohl mit Softtop als auch mit Hardtop bestellt werden; auf Wunsch sind ein Stahlstoßfänger mit Nebelscheinwerfern sowie ein werkseitig montierter Schnorcheleinlass lieferbar.

#### Gurkha Xplorer
Der Xplorer hat einen auf dem Mercedes-Benz OM 616 basierenden Vierzylinder-Dieselmotor mit einem Hubraum von 2,6 l und Abgasturboaufladung. Der Motor hat ein Verdichtungsverhältnis von 16,5:1, eine Nennleistung von 63 kW (85 PS) bei 3200/min sowie ein maximales Drehmoment von 230 Nm bei 1400-2400/min. Er erfüllt die Abgasnorm BS-IV.
Das Getriebe ist ein Synchrongetriebe mit fünf Vorwärtsgängen und einem Rückwärtsgang. Das Verteilergetriebe hat eine Geländeuntersetzung. Die Differenzialgetriebe der Achsen sind sperrbar. Der Xplorer Dreitürer hat einen Wenderadius von 5,65 m, während der Xplorer Fünftürer einen etwas größeren Wenderadius von 6,25 m hat.
Der Xplorer Dreitürer hat einen Radstand von 2400 mm, eine Gesamtlänge von 3992 mm, eine Gesamtbreite von 1790 mm und eine Gesamthöhe von 2055 mm. Der Xplorer Fünftürer hingegen hat einen längeren Radstand von 2750 mm, eine größere Gesamtlänge von 4342 mm, hat aber die gleiche Breite und Höhe wie die Dreitürervariante.
Der Xplorer Dreitürer hat eine maximal zulässige Gesamtmasse von 2510 kg, während der Xplorer Fünftürer eine von 2775 kg hat.
Auch das Tankvolumen ist bei den beiden Varianten unterschiedlich. Der Xplorer Dreitürer hat ein Tankvolumen von 41 Litern, während der Xplorer Fünftürer einen größeren Tank mit einem Fassungsvermögen von 63 Litern hat.

#### Gurkha Xpedition
Der Xpedition hat viele Ähnlichkeiten mit den Xplorer-Varianten und ist als Fünftürer-Modell erhältlich. Motor, Emissionsstandards und maximale Leistung bleiben dieselben wie beim Xplorer.
Die Vorderräder sind einzeln aufgehängt, die Hinterachse ist eine Starrachse.
Der Xpedition-Fünftürer hat mit 6,25 m den gleichen Wendekreis wie der Xplorer-Fünftürer. Abmessungen, Radstand, Gesamtlänge, Gesamtbreite, Gesamthöhe und Bodenfreiheit sind ebenfalls dieselben wie beim Xplorer Fünftürer.
Das maximal zulässige Gesamtgewicht des Xpedition Fünftürer beträgt 2650 kg und ist damit etwas höher als beim Xplorer Fünftürer. Das Tankvolumen bleibt mit 63 Litern unverändert. Der Xpedition Fünftürer bietet Sitzoptionen in Hardtop-Konfigurationen für 6+D und 8+D.

#### Gurkha Xtreme (Dreitürer)
Im Gegensatz zu den Versionen Xplorer und Xpedition hat er einen 2,2-Liter-Vierzylinder-Dieselmotor der Type Mercedes-Benz OM 611 mit 105 kW (143 PS). Das Fahrzeug hat ein Fünfgang-Schaltgetriebe und ebenfalls einen Allradantrieb. Das Fahrzeug ist für schwieriges Gelände ausgelegt und hat Differentialsperren vorn und hinten und Starrachsen. Das Fahrzeug hat eine Servolenkung, einen Wenderadius von 5,65 Metern und einen Leiterrahmen.
Das Bremssystem ist ein hydraulisches Zweikreis-Betriebsbremsen mit Bremskraftverstärker und ABS. Es wirkt auf Scheibenbremsen vorn und Trommelbremsen hinten. Das Fahrzeug wird mit 245/70-R16-Reifen geliefert. Der Wagen hat sechs Sitzplätze und Tankvolumen von 63,5 Liter.

## Aktuelle Generation

### Vierte Serie (2021–heute)
Force brachte im Oktober 2021 den Gurkha der neuen Generation auf den Markt. Der Wagen hat einen neu konstruierten Leiterrahmen, hat aber noch immer einen auf dem Mercedes-Benz OM 616 basierenden Motor. Er liefert eine Nennleistung von 67 kW (91 PS) bei 3200/min und ein maximales Drehmoment von 250 Nm bei 1400-2400/min.
Das Getriebe ist ein G28/5-Schaltgetriebe (Synchrongetriebe) mit fünf Vorwärtsgängen und einem Rückwärtsgang. Die Vorderräder sind einzeln aufgehängt, während die Hinterachse eine Starrachse ist. Für beide Achsen sind manuelle Differentialsperren verfügbar.
Das Bremsen erfolgt über ein Zweikreis-Hydraulikbremssystem mit Bremskraftverstärker. Die vorderen Bremsen sind Scheibenbremsen, während die hinteren Bremsen Trommelbremsen sind. Das Fahrzeug hat ABS.
Die Lenkung ist eine hydraulisch unterstützte Servolenkung. Der Wenderadius beträgt 5,65 Meter. Der Gurkha fährt auf Stahlfelgen und schlauchlosen Reifen der Größe 245/70 R16.
Der Wagen hat einen Radstand von 2400 mm, eine Gesamtlänge von 4116 mm, eine Gesamtbreite von 1812 mm, eine Gesamthöhe von 2075 mm und eine Spurbreite von 1490 mm vorne und 1480 mm hinten.